# Кьеллини, Джорджо
Джо́рджо Кьелли́ни (итал. Giorgio Chiellini; род. 14 августа 1984[…], Пиза, Тоскана) — итальянский футболист, выступавший на позиции защитника. Чемпион Европы 2020 года.

## Клубная карьера
Воспитанник «Ливорно». В основной команде клуба играл в течение четырёх сезонов — два сезона в Серии C1 и два в Серии B. В сезоне 2001/02 выиграл в составе команды первенство в группе A Серии C1.
Летом 2004 года перешёл в «Ювентус» за 6,5 млн евро. Клуб продал 50 % прав на игрока «Фиорентине» за 3,5 млн евро, и в составе «фиалок» он отыграл весь сезон 2004/05, после чего был выкуплен «Ювентусом» за 4,3 млн евро.
Первый сезон в составе «Ювентуса» Кьеллини являлся игроком ротации, а команда сумела стать чемпионом Италии. Однако вскоре после окончания сезона разразился скандал с договорными матчами под названием «кальчополи», в результате которого «Ювентус» был отправлен в Серию В и лишён титула, а ряд лидеров покинули клуб. В этот период Кьеллини закрепился в роли основного левого защитника команды и помог клубу уже на следующий год вернуться в элиту итальянского футбола. 12 октября 2006 года Кьеллини продлил контракт с «Ювентусом» на улучшенных условиях (ещё он продлевал контракт в 2008 и 2010 годах).
В скором времени Кьеллини стал одним из лидеров и старожилов команды. В сезоне 2007/08 был переведён главным тренером Клаудио Раньери в центр защиты с левого фланга в связи с нехваткой центральных защитников. После этого он окончательно переквалифицировался в центрального защитника, выступая преимущественно на этой позиции. Кьеллини трижды признавался лучшим защитником Серии A 2008, 2009, 2010 годов по версии Итальянской ассоциации футболистов (Migliore difensore AIC).
После того как главным тренером «Ювентуса» был назначен Антонио Конте, команда вернула себе чемпионский титул, который ей удавалось защищать на протяжении семи последующих сезонов. Кьеллини при этом стал одним из основообразующих игроков команды, образовав вместе с голкипером Джанлуиджи Буффоном и защитниками Леонардо Бонуччи и Андреа Бардзальи одну из самых надёжных оборонительных линий не только в Серии А, но и в мире, а «Ювентус» сумел не только стать гегемоном итальянского футбола, но и вернуться на ведущие позиции в международных турнирах, дважды доходя до финала Лиги чемпионов в 2015 и 2017 годах (оба они, однако, были проиграны).
После ухода Буффона из команды летом 2018 года капитаном «Ювентуса» стал Кьеллини. Отыграв в этом качестве один сезон, он получил тяжёлую травму колена в августе 2019 года и выбыл из строя на полгода.
12 мая 2022 года Кьеллини объявил о своём уходе из «Ювентуса» по окончании сезона. 16 мая 2022 года сыграл свой последний матч за старую синьору на домашнем стадионе против «Лацио», где был заменён на 17-й минуте.
В июне 2022 года перешёл в американский клуб «Лос-Анджелес», подписав контракт до конца 2023 года. Дебютировал в MLS 17 июля 2022 года в матче против «Нэшвилла», выйдя в стартовом составе и проведя на поле 60 минут, после чего был заменён. Вместе с клубом стал обладателем Supporters’ Shield, вручаемого за победу в регулярном чемпионате MLS. Стал чемпионом MLS, когда 5 ноября 2022 года в матче за Кубок MLS «Лос-Анджелес» обыграл «Филадельфию Юнион» в серии послематчевых пенальти. 4 марта 2023 года в матче против «Портленд Тимберс» забил свой первый гол в MLS.
12 декабря 2023 года футболист объявил о завершении профессиональной карьеры в возрасте 39 лет.

## Выступления за сборную
Дебютировал в итальянской сборной в ноябре 2004 года в матче против Финляндии. Выступал за юношеские сборные различных возрастов.
В 2003 году в составе сборной Италии U-19 выиграл чемпионат Европы. Был членом команды Италии, которая выиграла бронзовые медали на Олимпиаде-2004 в Афинах. В окончательную заявку на чемпионат мира 2006 года не попал.
14 ноября 2012 года, в рамках товарищеского матча против Франции, он вышел на поле в качестве капитана сборной с первых минут. 24 июня 2014 года в последнем матче группового этапа чемпионата мира против сборной Уругвая Кьеллини был укушен нападающим Луисом Суаресом в плечо, но это нарушение не было замечено судьёй.
10 октября 2014 года в матче против Азербайджана (2:1) оформил дубль, причем в той же встрече забил и автогол.
13 ноября 2017 года объявил о завершении карьеры в сборной, однако весной 2018 года вернулся в сборную. После этого, будучи капитаном команды, регулярно выходил на поле в стартовом составе.
11 июля 2021 года, являясь капитаном, стал чемпионом Европы в составе сборной Италии в матче против Англии 1:1 (пен. 3:2).
1 июня 2022 года сыграл свой последний матч за национальную команду в Кубке чемпионов КОНМЕБОЛ-УЕФА против Аргентины (0:3).

## Тренерская карьера
В январе 2024 года стал тренером по развитию в американском клубе «Лос-Анджелес».

## Достижения

### Командные
«Ливорно»
- Победитель Серии C1: 2001/02
- Итого: 1 трофей

«Ювентус»
- Победитель Серии B: 2006/07
- Чемпион Италии (9): 2011/12, 2012/13, 2013/14, 2014/15, 2015/16, 2016/17, 2017/2018, 2018/2019, 2019/2020
- Обладатель Кубка Италии (5): 2014/15, 2015/16, 2016/17, 2017/18, 2020/21
- Обладатель Суперкубка Италии (5): 2012, 2013, 2015, 2018, 2020
- Финалист Лиги чемпионов (1): 2017
- Итого: 20 трофеев

«Лос-Анджелес»
- Чемпион MLS (обладатель Кубка MLS): 2022
- Победитель регулярного чемпионата MLS: 2022
- Итого: 2 трофея

Сборная Италии
- Чемпион Европы среди юношей до 19 лет: 2003
- Бронзовый призёр Олимпийских игр: 2004
- Вице-чемпион Европы: 2012
- Бронзовый призёр Кубка конфедераций: 2013
- Чемпион Европы: 2020

### Личные
- Лучший защитник Чемпионата Италии (3): 2008, 2009, 2010
- В составе символической сборной года Серии А (5): 2013, 2015, 2016, 2018, 2019
- В составе символической сборной Лиги чемпионов (2): 2014/15[29], 2017/18[30]
- В составе символической сборной года по версии «France Football»: 2015[31]
- В составе символической сборной Европы по версии ESM (3): 2013, 2015, 2018
- В составе символической команды года по версии УЕФА: 2017
- Лауреат премии Гаэтано Ширеа (2019)
- Самый возрастной капитан в истории финалов чемпионатов Европы (36 лет)[32].

### Государственные награды
- Кавалер ордена «За заслуги перед Итальянской Республикой» (27 сентября 2004)[33]
- Офицер ордена «За заслуги перед Итальянской Республикой» (16 июля 2021) — в знак признания спортивных ценностей и национального духа, которые вдохновили итальянскую команду на победу на чемпионате Европы по футболу 2020[34][35]

## Личная жизнь
В июле 2014 года женился на своей давней подруге Каролине Бонисталли, свадьба прошла по католическому обряду в Ливорно в святилище Монтенеро. Через год у них родилась дочь Нина. У Кьеллини есть брат-близнец Клаудио, который является его агентом.
В июле 2010 года Джорджо Кьеллини окончил Туринский университет, получив степень бакалавра в области экономики и коммерции, а в апреле 2017 года стал магистром, окончив тот же университет с отличием (cum laude). Защитил магистерскую работу на тему «Бизнес-модель ФК „Ювентус“ в международном контексте».
Кьеллини является лицом обложек игры FIFA в Италии: так он появился на обложке FIFA 10 вместе с Роналдиньо и FIFA 11 вместе с Кака.

## Статистика выступлений
| Выступление      | Выступление      | Выступление      | Лига | Лига | Кубки | Кубки | Еврокубки | Еврокубки | Прочие | Прочие | Итого | Итого |
| Клуб             | Лига             | Сезон            | Игры | Голы | Игры  | Голы  | Игры      | Голы      | Игры   | Голы   | Игры  | Голы  |
| ---------------- | ---------------- | ---------------- | ---- | ---- | ----- | ----- | --------- | --------- | ------ | ------ | ----- | ----- |
| Ливорно          | Серия C1         | 2000/01          | 3    | 0    | 1     | 0     | —         | —         | —      | —      | 4     | 0     |
| Ливорно          | Серия C1         | 2001/02          | 5    | 0    | 5     | 0     | —         | —         | 2      | 0      | 12    | 0     |
| Ливорно          | Серия B          | 2002/03          | 6    | 0    | 1     | 0     | —         | —         | —      | —      | 7     | 0     |
| Ливорно          | Серия B          | 2003/04          | 41   | 4    | 1     | 0     | —         | —         | —      | —      | 42    | 4     |
| Ливорно          | Итого            | Итого            | 55   | 4    | 8     | 0     | —         | —         | 2      | 0      | 65    | 4     |
| Фиорентина       | Серия A          | 2004/05          | 37   | 3    | 5     | 0     | —         | —         | —      | —      | 42    | 3     |
| Фиорентина       | Итого            | Итого            | 37   | 3    | 5     | 0     | —         | —         | —      | —      | 42    | 3     |
| Ювентус          | Серия A          | 2005/06          | 17   | 0    | 0     | 0     | 6         | 0         | 0      | 0      | 23    | 0     |
| Ювентус          | Серия B          | 2006/07          | 32   | 3    | 3     | 1     | —         | —         | —      | —      | 35    | 4     |
| Ювентус          | Серия A          | 2007/08          | 30   | 3    | 2     | 0     | —         | —         | —      | —      | 32    | 3     |
| Ювентус          | Серия A          | 2008/09          | 27   | 4    | 1     | 0     | 8         | 1         | —      | —      | 36    | 5     |
| Ювентус          | Серия A          | 2009/10          | 32   | 4    | 2     | 0     | 6         | 1         | —      | —      | 40    | 5     |
| Ювентус          | Серия A          | 2010/11          | 32   | 2    | 2     | 0     | 9         | 2         | —      | —      | 43    | 4     |
| Ювентус          | Серия A          | 2011/12          | 34   | 2    | 3     | 0     | —         | —         | —      | —      | 37    | 2     |
| Ювентус          | Серия A          | 2012/13          | 24   | 1    | 0     | 0     | 8         | 0         | 0      | 0      | 32    | 1     |
| Ювентус          | Серия A          | 2013/14          | 31   | 3    | 1     | 0     | 11        | 0         | 1      | 1      | 44    | 4     |
| Ювентус          | Серия A          | 2014/15          | 28   | 0    | 4     | 1     | 12        | 0         | 1      | 0      | 45    | 1     |
| Ювентус          | Серия A          | 2015/16          | 24   | 1    | 4     | 0     | 6         | 0         | 0      | 0      | 34    | 1     |
| Ювентус          | Серия A          | 2016/17          | 21   | 2    | 2     | 0     | 9         | 1         | 1      | 1      | 33    | 4     |
| Ювентус          | Серия A          | 2017/18          | 26   | 0    | 4     | 0     | 7         | 0         | 1      | 0      | 38    | 0     |
| Ювентус          | Серия A          | 2018/19          | 25   | 1    | 2     | 0     | 6         | 0         | 1      | 0      | 34    | 1     |
| Ювентус          | Серия A          | 2019/20          | 4    | 1    | 0     | 0     | 0         | 0         | 0      | 0      | 4     | 1     |
| Ювентус          | Серия A          | 2020/21          | 17   | 0    | 4     | 0     | 3         | 0         | 1      | 0      | 25    | 0     |
| Ювентус          | Серия A          | 2021/22          | 21   | 0    | 3     | 0     | 1         | 0         | 1      | 0      | 26    | 0     |
| Ювентус          | Итого            | Итого            | 425  | 27   | 37    | 2     | 92        | 5         | 7      | 2      | 561   | 36    |
| Лос-Анджелес     | MLS              | 2022             | 11   | 0    | —     | —     | —         | —         | 2      | 0      | 13    | 0     |
| Лос-Анджелес     | MLS              | 2023             | 20   | 1    | 0     | 0     | 3         | 0         | 9      | 0      | 32    | 1     |
| Лос-Анджелес     | Итого            | Итого            | 31   | 1    | 0     | 0     | 3         | 0         | 11     | 0      | 45    | 1     |
| Всего за карьеру | Всего за карьеру | Всего за карьеру | 548  | 35   | 53    | 2     | 95        | 5         | 20     | 2      | 716   | 44    |

1. ↑  Серия C1, Серия B, Серия A, MLS.
2. ↑  Кубок Италии.
3. ↑  Лига чемпионов УЕФА, Лига Европы УЕФА, Лига чемпионов КОНКАКАФ.
4. ↑  Суперкубок Италии, Суперкубок УЕФА, Матчи плей-офф Серии C1, Матчи плей-офф Кубка MLS, Кубок лиг, Кубок Кампеонес.